# Obediencia perfecta
Obediencia perfecta és una pel·lícula mexicana del 2014 dirigida per Luis Urquiza Mondragón amb un guió basat en el llibre homònim d'Alberto Alcocer, inspirat en fets reals que van implicar el pare Marcial Maciel, fundador de la congregació clerical dels legionaris de Crist.

## Sinopsi
En un seminari catòlic de Mèxic, Julián, de 13 anys, és víctima d'abusos del pare Ángel de la Cruz, fundador de l'Orde dels Creuats de Crist. La pel·lícula intenta analitzar le víctimes i el sistema de captació que pateixen.

## Repartiment
- Juan Manuel Bernal - Pare Ángel de la Cruz
- Alfonso Herrera -Julián 'Sacramento' Santos (adult)
- Sebastián Aguirre Boëda - Julián 'Sacramento' Santos
- Juan Ignacio Aranda - Pare Galaviz
- Luis Ernesto Franco - Pare Robles
- Miguel Ángel Loyo - Andrés Lomelí
- Lucia González de León - Serva di Cristo
- Juan Carlos Colombo - Pare Ángel de la Cruz (ancià)

## Premis
Va guanyar el Grand Prix des Amériques, el premi principal del Festival Internacional de Cinema de Mont-real.
En la 44a edició de les Diosas de Plata va rebre un total d'11 nominacions, però només va guanyar dos premis: millor coactuació femenina i millor revelació masculina.